# Samuel Ryhiner

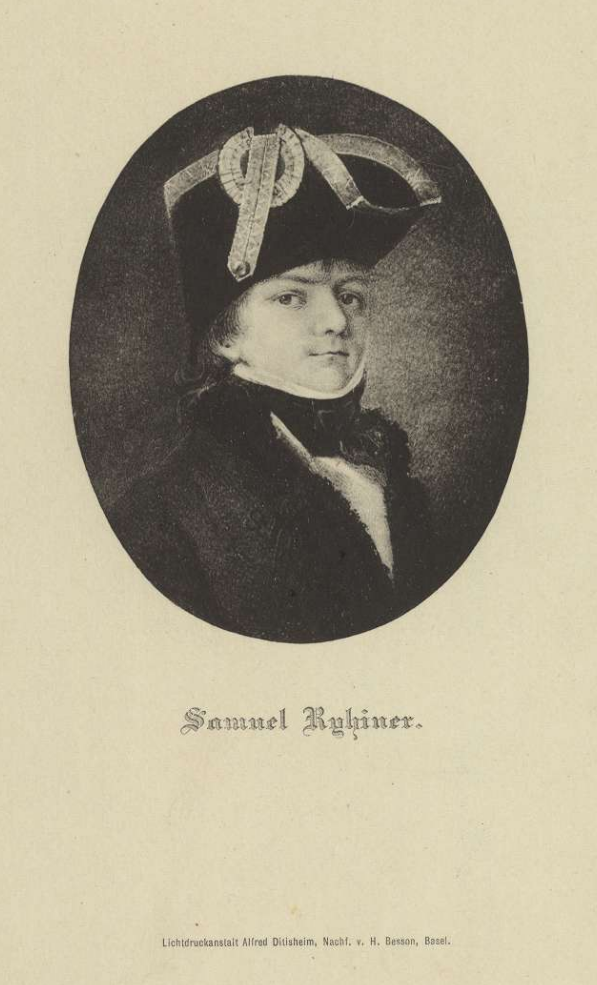
Samuel Ryhiner

Samuel Ryhiner (* 1. September 1766 in Basel; † 21. April 1847 ebenda) war ein Schweizer Kaufmann, Jurist und Politiker.

## Leben
Ryhiner war der Sohn des Kaufhausherrn Samuel und der Rosina, geborene Werthemann. Von Hause aus war er Indiennefabrikant und Handelsmann. Seit 1791 im Grossen Rat, war er Anhänger einer helvetischen Revolution. 1798 wurde er zum Präsidenten des Bezirksgerichts Basel ernannt. Am 20. Juli 1802 wurde er helvetischer Regierungsstatthalter für den Kanton Basel und vertrat in den bald folgenden Wirren loyal die helvetische Republik, bis er mit der Einführung der Mediationsakte sein Amt am 9. März 1803 niederlegen konnte. Kurz darauf wurde er wieder in den Grossen Rat und neu in das kantonale Appellationsgericht gewählt; die Wahl in den Kleinen Rat lehnte er ab. Am 7. März 1811 wurde er in Abwesenheit (er befand sich in Paris) wiederum in den Kleinen Rat gewählt, am Tag darauf zum Bürgermeister; Ryhiner verweigerte die Annahme beider Mandate. Im Grossen Rat genoss er hohes Ansehen als Mann, welcher seine persönliche Unabhängigkeit zu wahren wusste, er wurde zum Führer der gemässigten Altliberalen und «stand somit in einer gewissen loyalen Opposition zu den herrschenden Konservativen».
Am Appellationsgericht wurde Samuel Ryhiner bald zum ständigen Statthalter (Vizepräsident; Präsident war von Amtes wegen der zweite Bürgermeister), 1832 unter einer neuen Verfassung zum Präsidenten. Ohne ausgebildeter Jurist zu sein, genoss er als Richter hohes Ansehen. So wurden er und der Kriminalgerichtspräsident Johann Rudolf Schnell 1817 mit dem Entwurf zu einem Strafgesetzbuch und einer Strafprozessordnung betraut. Die Briefe, die Ryhiner als helvetischer Regierungsstatthalter und späterer Appellationsgerichtspräsident von Basel geschrieben und erhalten hat, u. a. von Peter Ochs, sind erhalten geblieben.
1833 lehnte Samuel Ryhiner eine Wiederwahl in den Grossen Rat ab, 1839 trat er vom Gericht zurück.
Samuel Ryhiner war zweimal verheiratet. Seine erste Frau starb früh im Wochenbett, die einzige Tochter verlor er ebenfalls. Die zweite Gattin brachte ihm zwei Stiefsöhne in die Ehe mit.